# Juan Vidal Barragán
Juan Vidal (Elda, 1980) es un diseñador de moda eldense.

## Biografía
Pertenece a una familia dedicada a la sastrería desde hace cuatro generaciones y estudió Bellas Artes en la Universidad de Barcelona. Posteriormente, se especializó en moda en la Escuela Superior Felicidad Duce. Antes de finalizar sus estudios recibió el premio ModaFad, comenzando a participar, desde ese momento, en certámenes como Bread&Butter, Pasarela Barcelona, Gaudí Novias o Ego Cibeles.
Desde ese momento ha desfilado en distintas pasarelas nacionales e internacionales y años después, en 2009 comenzó a profesionalizar su firma, y tres años más tarde da el salto fuera de España, donde comercializa sus diseños de manera internacional en Italia, Rusia y Canadá, entre otros.
Durante estos años, Juan Vidal ha recibido numerosos premios que avalan su trabajo como el premio ‘Who’s On Next’ otorgado por la revista Vogue, el premio Telva al mejor diseñador nacional, o el Premio Nacional de moda concedido por el Ministerio de Industria.
Actualmente, Juan Vidal compagina su trabajo como director creativo de la firma Juan Vidal, con el trabajo de profesor en la Universidad Politécnica de Madrid y en la Universidad francisco de Vitoria de Madrid.